# Moreira (Trancoso)
Moreira era uma freguesia e um concelho de Portugal, no atual município de Trancoso. O antigo município era constituído pelas freguesias de Cótimos, Moreira, Moreirinhas, Terrenho, Torre do Terrenho e Valdujo. Tinha, em 1801, 2 315 habitantes. No início do século XIX o concelho foi suprimido e as suas freguesias integradas no concelho (atual município) de Trancoso. A freguesia foi também extinta e integrada na Freguesia de Moreira de Rei.